# Berlingiero Caldora
Berlingiero Caldora (post 1400 – Vasto, fine settembre 1436) è stato un nobile, condottiero, luogotenente e capitano di ventura italiano, duca di Andria.

## Biografia
Scarse e frammentarie sono le notizie sulla biografia di Berlingiero I Caldora. Nacque in data e luogo sconosciuti da Jacopo/Giacomo I Caldora e Medea d'Evoli. Condottiero e capitano di ventura scapestrato e dalle tendenze omosessuali, veniva dal padre fatto partecipare alle imprese militari, il quale sperava così di correggere il suo comportamento.
Nel 1423 si sposò con Francesca Riccardi (il suo fu un matrimonio combinato, come lo furono – tra l'altro – molti dell'epoca), che gli portò in dote i feudi di Campomarino, Ortona e Termoli.
Nel 1434 fu investito dalla regina del Regno di Napoli Giovanna II d'Angiò-Durazzo del ducato di Andria.
Nel 1435, al comando di un folto esercito, impedì al principe di Taranto Giovanni Antonio Orsini del Balzo, il quale voleva ricongiungersi con il re Alfonso V d'Aragona e il duca di Sessa Marino Marzano, di superare il territorio compreso tra Ariano e Montesarchio, luogo in cui i Romani subirono una celebre sconfitta, secondo quanto riporta lo storico Angelo di Costanzo.
Nel 1436 si recò nel castello di Bari e qui si innamorò di un paggio di corte. Questo episodio scandaloso sfociò in uno scontro nel quale Berlingiero Caldora riportò gravi ferite alla testa:
(Raccolta di tutti i più rinomati scrittori dell'istoria generale del Regno di Napoli, vol. 16, Napoli, Giovanni Gravier, 1770, p. 99)
(Giovanni Battista Carafa, Dell'historie del Regno di Napoli, Napoli, Giuseppe Cacchi, 1572, p. 185)
Verso la fine di settembre, tornato sanguinante a Vasto insieme al padre, morì tra le sue braccia e fu ivi sepolto. Ignota è l'esatta ubicazione del suo luogo di sepoltura.

## Ascendenza
|                          |                   |                   | Genitori                        |  |  | Nonni |  |  | Bisnonni               |  |  | Trisnonni        |  |
|                          |                   |                   |                                 |  |  |       |  |  | "Raimondaccio" Caldora |  |  | Raimondo Caldora |  |
|                          |                   |                   |                                 |  |  |       |  |  | "Raimondaccio" Caldora |  |  | Raimondo Caldora |  |
|                          |                   | Giovanna Ponziaco |                                 |  |  |       |  |  | "Raimondaccio" Caldora |  |  |                  |  |
| Giovanni Antonio Caldora |                   |                   |                                 |  |  |       |  |  | "Raimondaccio" Caldora |  |  |                  |  |
|                          |                   | Luisa d'Anversa   | Giovanni d'Anversa              |  |  |       |  |  |                        |  |  |                  |  |
|                          |                   | Luisa d'Anversa   | Giovanni d'Anversa              |  |  |       |  |  |                        |  |  |                  |  |
|                          |                   | Luisa d'Anversa   | Isabella di Sangro              |  |  |       |  |  |                        |  |  |                  |  |
| Jacopo Caldora           |                   | Luisa d'Anversa   |                                 |  |  |       |  |  |                        |  |  |                  |  |
|                          |                   | Giacomo Cantelmo  | Giovanni Cantelmo               |  |  |       |  |  |                        |  |  |                  |  |
|                          |                   | Giacomo Cantelmo  | Giovanni Cantelmo               |  |  |       |  |  |                        |  |  |                  |  |
|                          |                   | Giacomo Cantelmo  | "Angelella" Stendardo           |  |  |       |  |  |                        |  |  |                  |  |
| Rita Cantelmo            |                   | Giacomo Cantelmo  |                                 |  |  |       |  |  |                        |  |  |                  |  |
|                          |                   | ?                 | ?                               |  |  |       |  |  |                        |  |  |                  |  |
|                          |                   | ?                 | ?                               |  |  |       |  |  |                        |  |  |                  |  |
|                          |                   | ?                 | ?                               |  |  |       |  |  |                        |  |  |                  |  |
| Berlingiero Caldora      |                   | ?                 |                                 |  |  |       |  |  |                        |  |  |                  |  |
|                          | Francesco d'Evoli | Niccolò d'Evoli   |                                 |  |  |       |  |  |                        |  |  |                  |  |
|                          | Francesco d'Evoli | Niccolò d'Evoli   |                                 |  |  |       |  |  |                        |  |  |                  |  |
|                          | Francesco d'Evoli | Agnese Pipino     |                                 |  |  |       |  |  |                        |  |  |                  |  |
| Niccolò d'Evoli          | Francesco d'Evoli |                   |                                 |  |  |       |  |  |                        |  |  |                  |  |
|                          |                   | ? di Sangro       | Matteo di Sangro                |  |  |       |  |  |                        |  |  |                  |  |
|                          |                   | ? di Sangro       | Matteo di Sangro                |  |  |       |  |  |                        |  |  |                  |  |
|                          |                   | ? di Sangro       | Candola/Condinella di Barbarano |  |  |       |  |  |                        |  |  |                  |  |
| Medea d'Evoli            |                   | ? di Sangro       |                                 |  |  |       |  |  |                        |  |  |                  |  |
|                          |                   | Tommaso Conti     | Annibaldo Conti                 |  |  |       |  |  |                        |  |  |                  |  |
|                          |                   | Tommaso Conti     | Annibaldo Conti                 |  |  |       |  |  |                        |  |  |                  |  |
|                          |                   | Tommaso Conti     | Francesca d'Aquino              |  |  |       |  |  |                        |  |  |                  |  |
| Jacopa Conti             |                   | Tommaso Conti     |                                 |  |  |       |  |  |                        |  |  |                  |  |
|                          |                   | ?                 | ?                               |  |  |       |  |  |                        |  |  |                  |  |
|                          |                   | ?                 | ?                               |  |  |       |  |  |                        |  |  |                  |  |
|                          |                   | ?                 | ?                               |  |  |       |  |  |                        |  |  |                  |  |
|                          |                   | ?                 |                                 |  |  |       |  |  |                        |  |  |                  |  |

## Discendenza
Berlingiero Caldora si sposò nel 1423 con Francesca Riccardi, da cui ebbe due figli:
- Giovanni Antonio, figlio primogenito, condottiero, conte di Monteodorisio e Trivento, il quale sposò Lucrezia/Lucietta Barile[3];
- Jacopo/Giacomo, condottiero, andato in sposo ad Isabella Carafa[3].